# David Michôd

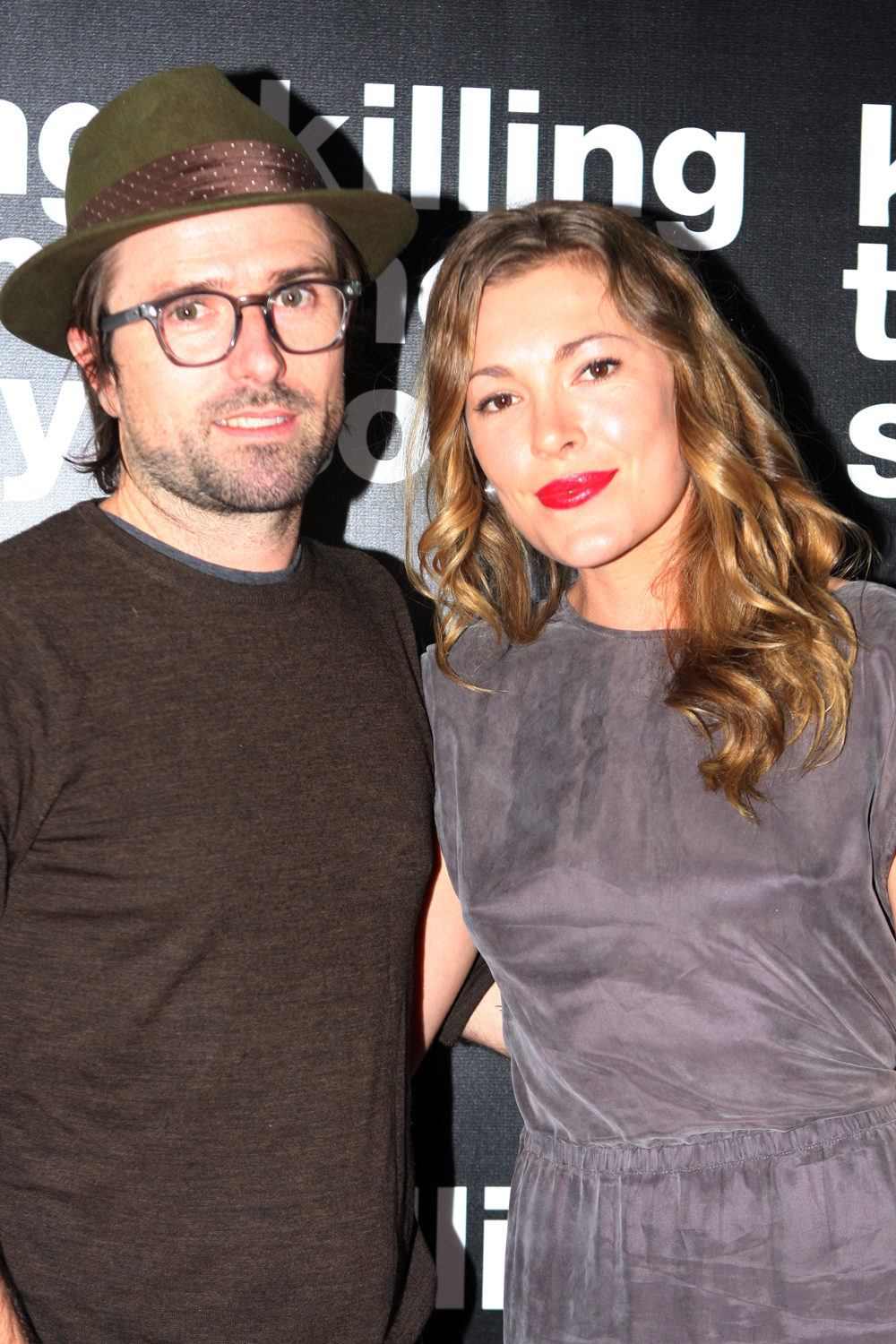
David Michôd und Mirrah Foulkes (2012)

David „Dave“ Michôd (* 30. November 1972 in Sydney) ist ein australischer Filmregisseur, Drehbuchautor, Filmproduzent und Schauspieler.

## Leben
Nach Besuch der Grammar School in Sydney zog Michôd nach Melbourne, wo er am Victorian Education Department arbeitete. Diese Tätigkeit brach er bald wieder ab und begann ein Studium der Kunstwissenschaften an der Universität Melbourne. Im Anschluss folgte eine Ausbildung an einer Filmschule.
Nach Abschluss der Ausbildung war er in Sydney für die Filmzeitschrift Inside Film zunächst als einfacher Redakteur und dann von 2003 bis 2006 als Chefredakteur tätig. Parallel entstanden erste Kurzfilme, so unter anderem Ezra White, LL.B. (2006), Crossbow (2007) oder Netherland Dwarf (2008).
2008 produzierte er gemeinsam mit Jennifer Peedom den Dokumentarfilm Solo: Vermisst auf hoher See über den australischen Abenteurer Andrew McAuley, der beim Versuch, als erster Mensch mit einem Seekajak von Tasmanien nach Neuseeland zu paddeln, umkam. Zwei Jahre später gab Michôd mit dem Krimi-Drama Königreich des Verbrechens sein Spielfilmdebüt. Im gleichen Jahr verfilmte Spencer Susser das Drehbuch zu Hesher – Der Rebell, das der Regisseur gemeinsam mit Michôd geschrieben hatte.
2014 kam Michôds zweiter Spielfilm The Rover in die Kinos, für den er wieder das Drehbuch geschrieben hatte und diesmal auch als Produzent fungierte.
2017 erschien sein nächster Film War Machine, für den Michôd auch das Drehbuch auf Basis des Sachbuchs The Operators von Michael Hastings verfasst hat. Die Hauptrolle wurde von Brad Pitt übernommen.

## Filmografie (Auswahl)
Regisseur
- 2008: Solo: Vermisst auf hoher See (Solo, Dokumentarfilm)
- 2010: Königreich des Verbrechens (Animal Kingdom)
- 2014: The Rover
- 2017: War Machine
- 2019: The King

Drehbuchautor
- 2010: Königreich des Verbrechens (Animal Kingdom)
- 2010: Hesher – Der Rebell (Hesher)
- 2014: The Rover
- 2017: War Machine
- 2019: The King

Produzent
- 2014: The Rover
- 2019: The King

Schauspieler
- 2006: Kenny
- 2007: Little Deaths
- 2010: Königreich des Verbrechens (Animal Kingdom)